# Creseis virgula
Creseis virgula es una especie de molusco pterópodo de la familia Creseidae.
Esta especie tiene una distribución prácticamente cosmopolita. Las larvas de esta especie conformar parte del zooplancton.